# 中国印钞造币集团
中国印钞造币集团有限公司，是中国人民银行直属的国家法定货币印制企业。主要从事人民币印制与铸造、钞票纸、银行信用卡的研制生产、印钞造币专用机械和银行机具制造等业务，此外还负责印制增值税专用发票、有价证券、银行专用票据、高级防伪证书等。

## 沿革
甲午战争后，外国银元大量流入清朝奉天省，导致纹银外流、制钱短缺且贬值、通货膨胀加剧。为了解决奉天制钱短缺的问题，盛京将军依克唐阿在1896年2月呈《奉天拟购机设局铸造银元》奏折；获批复后，依克唐阿派人赴湖北、广东，考察设计机器局章程和制造银元的成色、范文等等，还从天津礼和洋行订购了铸币机器及锅炉。1896年8月23日下午，依克唐阿等官员抵达奉天东关外边门里的奉军旧营房，在空地上埋下奠基石，宣布奉天机器局成立。奉天机器局后演变为今沈阳造币有限公司。两年后，奉天機器局正式生产一角、二角、五角、一元银币，1900年开始铸铜元。
1908年，清朝官员陈锦涛等人在美国签订合同，仿“美京国立印刷局”之制，在中国建度支部印刷局；此为今北京印钞有限公司的前身。1909年冬，自美国聘来画家、钢版雕刻师海趣（Lorenzo J. Hatch）及格兰特等其他四位技术人员，传授钢版雕刻、凹版印刷技术。经过两年，度支部印刷局基建初成、设备到位。朝廷批准：“印刷局由度支部奏设，办理全国纸币及各项有价证券”，“邮票、印花票、车票、公债票、官照、文凭、契尾、粮串、盐茶引、牙贴、各项官用证券，一律归印刷局印刷”。清廷聘海趣设计雕刻了“大清银行兑换券”原版，这是中国钢版雕刻、凹版印刷钞票的开端，但该兑换券因1912年清朝覆灭而未面世。1914年由中国人自行设计、雕刻、印刷的“殖边银行兑换券”，成为最先面世的中国钢版雕刻、凹版印刷钞票。
1928年起，中国共产党领导的各革命根据地印制发行过200余种货币。当时货币印制工艺简单，票面设计富有革命色彩。1928年，毛泽东接受四县经济委员兼防务主任王佐的建议，在井冈山革命根据地创建了中国共产党领导下的第一个造币厂——上井造币厂。1937年抗日战争全面爆发后，中国共产党领导的陕甘宁边区、晋察冀边区、晋冀鲁豫边区、华中等各抗日根据地分别设立银行，印制发行货币。有的抗日根据地还生产了凹版印刷的钞票。1945年8月，抗日战争胜利时，中国共产党领导的各解放区和抗日根据地已逐渐连成一体。该时期货币印制成熟，设备随着抗日战争胜利而获得更新，使用胶印机印制的货币更加精美。
第二次国共内战时期，1946年11月和1947年初，在中国共产党领导下，分别筹建了太行造纸厂、长城造纸厂。1948年底，在中国人民银行成立前夕，中国北方多个解放区的印钞造币厂合并成立第一、二、三印刷局及直属厂。1948年底，中国人民银行在石家庄成立。1948年至1953年，共21个印刷厂参与印制了第一套人民币。解放区的印钞厂担负了大部分票券的设计、原版制作、印制任务。1948年12月1日，中国人民银行在河北省平山县支行发行第一批人民币。
同时从1945年到1949年，中国共产党方面还陆续接收了日本及国民政府方面的许多印钞造币机构。1945年8月底，接收日本人在张家口市办的长青路印刷厂。1948年11月，接收中央造币厂沈阳保管处。1949年1月，接收中央印制厂北平厂，更名为中国人民印刷厂。1949年5月，接收中央印制厂上海厂。。
1949年12月，成立中国人民银行印制管理局。1949年，三个印刷局分别同北京、天津、上海等印刷厂合并。到1949年末，已有14个印制企业，职工17000多人。1950年，精简为10个企业，职工11240人。1958年，精简为4个企业（北京印钞厂、上海印钞厂、沈阳造币厂、上海造币厂），职工6917人。1980年，国务院批准成立中国人民银行印制总公司，对内使用中国人民银行印制管理局名称。1991年，更名为中国印钞造币总公司。2021年12月20日，改制为有限责任公司（法人独资），更名为中国印钞造币集团有限公司。
在三线建设中，从1960年代初到1980年代末，陆续在四川、山西、江西建成三个三线企业：
- 国营东河印制公司：1963年，中国人民银行总行党组决定在四川省西南新建后备印钞和造纸厂。1965年9月，国务院和国家计委以《（65）计财字756号》批准了中国人民银行的报告。
- 国营一四五厂：1970年8月，财政部通知在山西省高平县建设一四五厂，战时是五四一厂的后备厂，平时是总、分厂关系。
- 国营七一二厂：1970年7月，财政部上报国务院《关于五四二厂小三线建设请示》获得“同意”，厂址定在江西省莲花县[1]。

1980年代以来，随着改革开放的深入，中国印钞造币事业经历了体制改革、调整扩建，引进了国外技术。1983年，中国成为“太平洋沿岸国家印钞者会议正式成员国”。1993年，成都印钞有限公司迁到成都温江。2005年以来，中国印钞造币总公司在中国人民银行总行的统一部署下，逐步建立起现代企业制度。2021年12月20日，中國印鈔造幣總公司名稱變更為中國印鈔造幣集團有限公司
，同時公司改制為有限責任公司（法人獨資）。

## 机构设置

### 内设职能部门
- 办公室
- 战略规划部
- 计划财务部
- 印钞部
- 造币部
- 货币研究部
- 市场开发部（金融服务产业部、货币文化产业部）
- 国际业务部（中钞国际事业部）
- 科技管理部
- 集中采购部
- 内部审计部
- 安全保卫部
- 党委组织部（人力资源部、机关党委）
- 党委宣传部（企业文化部）
- 纪检监察办公室（巡视办公室）
- 党群工作部
- 离退休工作部
- 行政事务部

### 直属（控股）企业单位
- 成都印钞有限公司
- 北京印钞有限公司
- 上海印钞有限公司
- 西安印钞有限公司
- 石家庄印钞有限公司
- 南昌印钞有限公司
- 广州印钞有限公司
- 南京造币有限公司
- 上海造币有限公司
- 沈阳造币有限公司
- 保定钞票纸业有限公司
- 昆山钞票纸业有限公司
- 中钞印制技术研究院有限公司
- 中钞特种防伪科技有限公司
- 中钞油墨有限公司
- 北京中钞钞券设计制版有限公司
- 中钞实业有限公司
- 中钞光华印制有限公司
- 中钞华森实业公司
- 中钞信用卡产业发展有限公司
- 中钞长城金融设备控股有限公司
- 中钞国鼎投资有限公司
- 北京晟昌物业管理有限责任公司[5]

## 历任领导
| 董事长 - 敖惠诚（？—2016年，兼董事会党组书记） - 刘贵生（2016年4月—，兼董事会党组书记） | 党委书记 …… - 刘世安（？—？） - 张解东（？—2013年） - 韩玉婷（2013年—2017年） - 张汉平（2017年—） | 总经理 - 王文焕（王亦华）（1951年6月—？，中国人民银行印制管理局局长） - 杨秉超（？—？，中国人民银行印制管理局局长） - 殷毅（？—1985年11月，中国人民银行印制总公司总经理、中国人民银行印制管理局局长） - 赵敬盈（1986年—1988年，中国人民银行印制总公司总经理、中国人民银行印制管理局局长） - 赵鹏华（1988年—1991年，中国人民银行印制总公司总经理、中国人民银行印制管理局局长；1991年—？，中国印钞造币总公司总经理） - 贺林（？—2013年） - 布建臣（2013年—） |